# Klutiana brevipetiolata
Klutiana brevipetiolata är en stekelart som beskrevs av Gupta 1980. Klutiana brevipetiolata ingår i släktet Klutiana och familjen brokparasitsteklar. Inga underarter finns listade i Catalogue of Life.